# Cristóbal de Salamanca
Cristóbal de Salamanca (Ávila, ? - Tortosa, 1592), fue un escultor español cuya obra conocida se produjo toda en tierras de Cataluña.

## Obras
Con fecha 8 de mayo de 1578, firmó el contrato con el abad del monasterio de Montserrat, para labrar la sillería del coro, presentó como muestra el trabajo de dos sillas, y ante el agrado de los comitentes, se fijó el precio de cada una en noventa y cinco ducados, estipulándose que corría a cargo del monasterio el coste de la madera empleada, que era de roble y traída de San Juan de las Abadesas en la provincia de Gerona. Para elaborarla montó un taller en el pueblo de Monistrol, cercano al monasterio, durante cinco años con ocho o nueve ayudantes. Constaba el coro de 91 sillas en dos órdenes; se labró en el coro bajo, de 36 sitiales, la vida y pasión de Cristo y en las 55 restantes pertenecientes al cuerpo alto, estaban representadas figuras de los apóstoles y de santos en relieves de figura entera. Para la antigua capilla de Santa Gertrudis de Montserrat realizó una gran talla de Cristo crucificado.

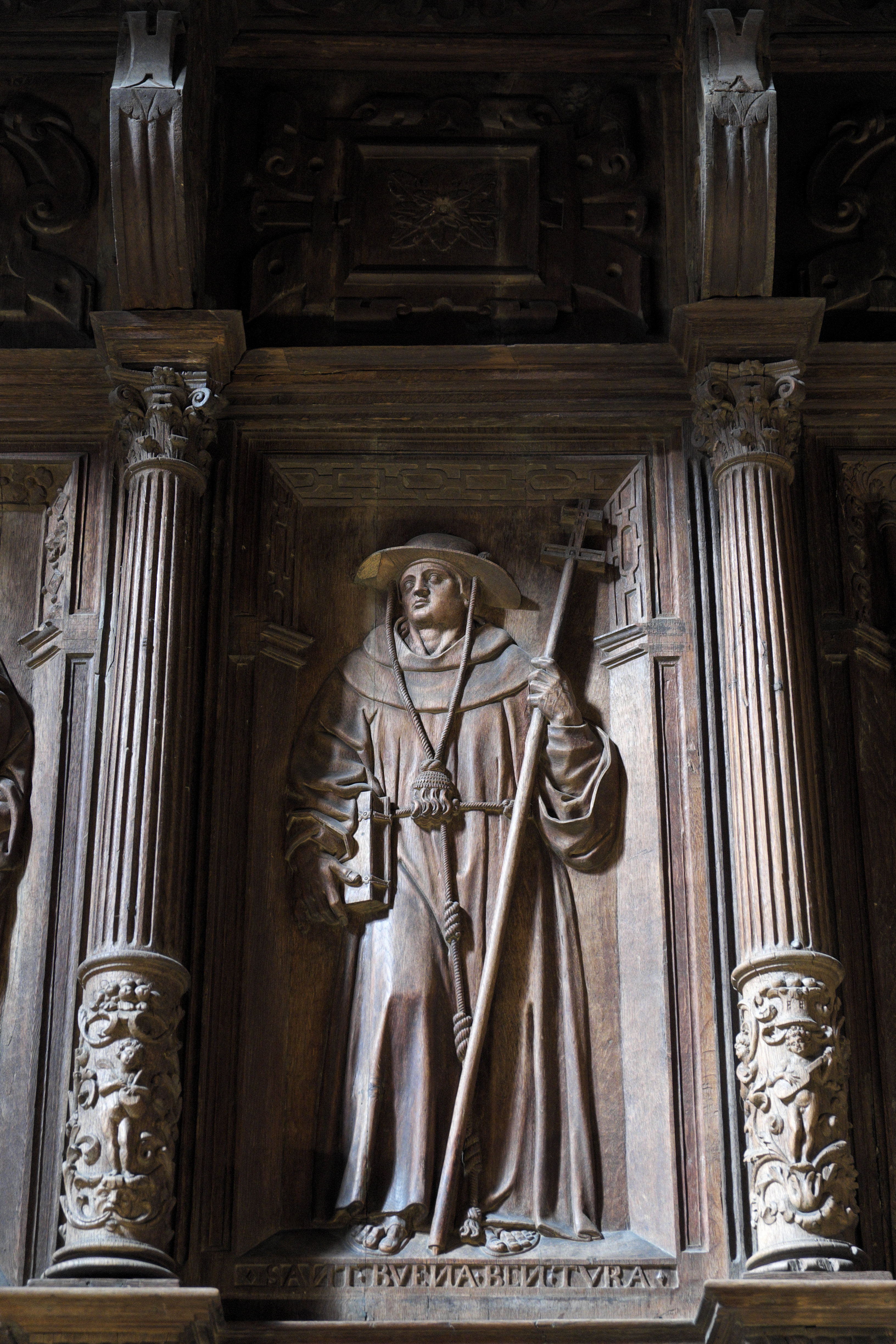
Sillería de la Catedral de Tortosa, San Buenaventura

Una vez terminado el trabajo de Montserrat en 1588, se trasladó a Tortosa, donde había firmado un contrato el 25 de septiembre de 1587, con el obispo Joan de Cardona el cual le encargó la sillería para la catedral de Tortosa, realizada en madera de roble procedente de Navarra. La estructura del coro se construyó en dos órdenes, donde el escultor representó las imágenes de los evangelistas, profetas y santos y por lo que recibió la cantidad de 5.500 libras. Estando próxima su conclusión le sobrevino la muerte y el trabajo de montaje lo hizo el carpintero Gabriel Doménech. Este coro se encuentra expuesto en el antiguo dormitorio monacal de la catedral.